# Parafia Najświętszego Serca Pana Jezusa w Wendyczanach
Parafia Najświętszego Serca Pana Jezusa w Wendyczanach – parafia znajdująca się w diecezji kamienieckiej w dekanacie barskim, na Ukrainie. Liczy ok. 70 wiernych.
W Wendyczanach nie rezyduje obecnie żaden duchowny. Parafia obsługiwana jest przez księży z parafii Nawiedzenia Najświętszej Maryi Panny w Mohylowie Podolskim.
Do parafii należą: Wendyczany, Borszczowce, Żerebełówka, Krzeczanówka, Kukawka, Suhaki, Tropowe, Tarasiwka, Łomozowa i Niższy Olczydajów.

## Historia
Dawniej Wendyczany należały do parafii w Ozarzyńcach. Parafia Najświętszego Serca Pana Jezusa w Wendyczanach erygowana została w 1992. Nabożeństwa odprawiane są w prywatnym domu.